# Beled
Beled is een stad (város) en gemeente in het Hongaarse comitaat Győr-Moson-Sopron. Beled telt 2899 inwoners (2001).